# Niska
Niska, nom de scène de Georges Stanislas Malik Dinga-Pinto, est un rappeur français né le 6 avril 1994 à Villeneuve-Saint-Georges dans le Val-de-Marne.

## Biographie

### Enfance et jeunesse
Né Georges Stanislas Malif Dinga-Pinto,,, le 6 avril 1994 à Villeneuve-Saint-Georges, dans le Val-de-Marne, Stanislas Dinga-Pinto passe son enfance dans le quartier populaire de Champtier-du-Coq à Évry,.

### Carrière

#### Débuts dans le rap (2014-2016)
Niska poste son premier clip, Guévaraché, en juin 2014. Il gagne en notoriété l'année suivante grâce aux clips Allô Maître Simonard, Carjack Chiraq et Freestyle PSG sur YouTube. Freestyle PSG affiche ainsi 94 millions de vues en août 2020 et franchit la barre symbolique des 100 millions de vues en novembre 2021.
Depuis 2015, le footballeur Blaise Matuidi utilise à chaque but marqué l'une de ses chorégraphies : la « danse du Charo », rebaptisée « Matuidi Charo ». Elle consiste à imiter la démarche d’un vautour (un charognard) aux ailes déployées,.
Niska collabore avec Maître Gims sur la chanson Sapés comme jamais. Publiée en août 2015, elle le fait connaître à l'échelle nationale.
Le 2 octobre 2015, il sort sa première mixtape : Charo Life.

#### Zifukoro(2016)
Son premier album, Zifukoro, produit par DJ Bellek, est publié le 3 juin 2016. Niska y collabore notamment avec Booba, Maître Gims, Gradur et SCH. À sa sortie, il entre directement en première place des ventes Fnac en France. Zifukoro est certifié disque d'or trois mois après sa sortie puis disque de platine en septembre 2017.
Le 20 juin 2016, un freestyle intitulé Couvre feu est publié sur la chaîne YouTube OKLMofficial où il est accompagné de Kalash, Damso et Booba.

#### Commando(2017)
Le 28 avril 2017, il sort le clip Chasse à l'homme, premier extrait de son prochain album.
Le 14 juillet 2017, il sort le clip de Réseaux, deuxième extrait de son futur album. La semaine du 28 juillet 2017, la chanson atteint la première place du Top Singles en France où elle battra un record de longévité : onze semaines consécutives. Le titre est certifié single de diamant.
Son deuxième album, Commando, sort le 22 septembre 2017. Il y collabore avec Booba, MHD, Skaodi et Nk.F. L'album est certifié disque d'or une semaine après sa sortie puis disque de platine à sa deuxième semaine d'exploitation. Commando devient double disque de platine un mois et demi après sa sortie puis triple disque de platine en décembre. Un an après sa sortie, l'album est certifié disque de diamant : il a dépassé le cap des 500 000 ventes.
À l'occasion d'un concert gratuit en 2018 organisé par la mairie d'Ivry-sur-Seine, le maire se déclare choqué par les paroles de certaines chansons de l'ancien répertoire de l'artiste à l’égard des femmes.

#### Mr Sal(2019)
Le 17 mai 2019, il sort le clip Médicament avec Booba. Le 15 juillet 2019, il sort le clip Du lundi au lundi.
La veille de la sortie de l'album, il publie le clip La zone est minée.
Mr Sal sort le 6 septembre 2019, il y collabore notamment avec Booba, Ninho, Koba LaD et Heuss l'Enfoiré. L'album devient disque d'or en dix jours puis platine un mois après sa sortie. En février 2020, Mr Sal est certifié double platine en dépassant le cap des 200 000 ventes.
Netflix annonce en octobre 2020 que Niska, aux côtés de Shay et SCH, sera membre du jury de l'adaptation francophone de son émission Rhythm + Flow, intitulée Nouvelle École, prévue pour 2022. Niska étant chargé des candidatures pour la ville de Paris,,.
En septembre 2021, l'album Mr Sal, sorti deux ans auparavant, est certifié triple disque de platine en passant la barre des 300 000 exemplaires vendus.

#### Le monde est méchant(2021-2022)
Le 4 novembre 2021, Niska sort la mixtape Le monde est méchant, après en avoir fait la promotion avec les singles De bon matin (avec Guy2Bezbar), Mapess et N.I. Elle compte dix-sept titres dont dix collaborations avec notamment Ninho et Maes. Une semaine après sa sortie, elle s'est écoulée à 22 057 exemplaires.
La réédition Le monde est méchant (V2) sort le 24 novembre 2022, avec dix titres supplémentaires, dont Genkidama et R.A.S feat. Gazo.

#### GOATavec Ninho (2024)
Un nouveau projet de Niska était attendu depuis 2023, l'artiste ayant partagé des photos au studio sur les réseaux sociaux, accompagnées d'un emoji sablier. Finalement, un projet en commun avec Ninho nommé GOAT est annoncé le 28 septembre 2024 pour une sortie prévue le 25 octobre de cette même année. Cette annonce, sujette à de nombreuses rumeurs depuis déjà plus d´un an fait  également suite à la sortie du single 911 en featuring avec Ninho et Koba LaD.
En aout 2024, il s’est rendu au lieu de répétition du groupe la Baseron, composé de MC Baba, Paterne Maestro et leur bande.
Le 25 octobre 2024, Niska et Ninho sortent l'album commun GOAT. Le projet compte quinze titres dont une collaboration avec Koba LaD. 

## Vie privée
En 2010, âgé de seulement 16 ans, il devient père d'un garçon. En septembre 2017, avec une autre femme, il devient père d’une fille prénommée Aaliyah, puis d’une seconde en 2019, qu’il ne reconnaît toutefois pas.

## Polémiques

### Rumeurs de violences conjugales
Après la fuite d'une photo de l'œil tuméfié de la chanteuse Aya Nakamura sur les réseaux, Niska est soupçonné de violence conjugale contre elle. Dans un entretien donné au Parisien, l'artiste éclaircit la situation : « Sur les réseaux sociaux, c'est allé beaucoup trop loin, je n'ai rien compris. Il a été beaucoup touché. Je n'étais pas en France quand c'est sorti. C'est une histoire privée, cela ne regarde personne. »
Après avoir été la cible de nouvelles accusations alléguant cette fois que l'affaire ne visait qu'à mettre en lumière leur relation, Aya Nakamura a tenu à préciser que « jamais de la vie [elle] ne jouerai[t]'avec le sujet des violences conjugales ».

## Pseudonymes
Son pseudonyme vient de l’abréviation de son prénom (Stanislas) en Stani. En verlan, Stani donne Nista. Mais le rappeur n'était pas convaincu par le résultat, le jugeant pas assez percutant, trop "soft" ; il remplace donc le t par un k.
Il utilise également le surnom Charo, diminutif de charognard, auquel il donne le sens suivant : « La détermination, tu lâches pas, tu vas jusqu'au bout ». 

## Environnement artistique
Niska est reconnu pour son talent à marier deux courants musicaux : la trap d'Atlanta et le rythme de ses racines congolaises.
Ses textes évoquent souvent sa notoriété ainsi que la vie quotidienne des jeunes de sa cité, Champtier du Coq, avec des thèmes qui varient de « repérage de femmes sur les réseaux » aux tours « que le maire de la ville veut casser ».

## Autres activités

### Marque de vêtements
Avec un groupe d'amis de banlieue parisienne, Niska lance en 2014 la marque de vêtements Charo, inspirée par « le street wear et le sport wear », dont Niska fait régulièrement promotion[source secondaire nécessaire].

## Récompenses
- Victoires de la musique 2016 : Victoire de la chanson originale pour Sapés comme jamais
- W9 d'or de la musique 2016 : Titre français le plus écouté en streaming et Vidéoclip français le plus regardé sur internet pour Sapés comme jamais

## Discographie

### Albums studio
- 2016 : Zifukoro
- 2017 : Commando
- 2019 : Mr Sal

### Mixtapes
- 2015 : Charo Life
- 2021 : Le monde est méchant

### Album en commun
- 2024 : GOAT

### Articles Connexes
- Paterne Maestro
- Shay